# Avventura in direttissimo
Avventura in direttissimo (Abenteuer im Nachtexpreß) è un film muto del 1925 scritto, diretto e interpretato da Harry Piel.

## Produzione
Il film fu prodotto dalla Phoebus-Film AG di Berlino.

## Distribuzione
Il film fu presentato a Berlino il 25 dicembre 1925. Nel Regno Unito, distribuito dalla Western Import Company con il titolo Adventure in the Night Express, uscì il 27 febbraio 1928. In Francia, come Adventure in the Night Express, venne distribuito dalla Seyta. Distribuita dalla Tecno Commercio, la pellicola uscì in Italia in una versione di 2.251 metri con il visto di censura numero 23190 approvato alla fine di dicembre 1926.